# Onthophagus tripolitanus
Onthophagus tripolitanus é uma espécie de inseto do género Onthophagus, família Scarabaeidae, ordem Coleoptera.
Foi descrita cientificamente por Heyden em 1890.